# Durio wyatt-smithii
Durio wyatt-smithii Kosterm. è un albero della famiglia delle Malvacee.